# Gina Borellini
Gina Borellini (San Possidonio, 24 d'octubre de 1919 – Mòdena, 2 de febrer de 2007) fou una partisana i política italiana, medalla d'or al mèrit militar.

## Biografia
Borellini va néixer a San Possidonio, una població italiana de la província de Mòdena, filla d'una família d'agricultors. L'any 1935 es va casar, quan tenia 16 anys, amb Antichiano Martini, un fuster de vint-i-sis anys. El primer fill del matrimoni va morir el 28 juny de 1938 quan amb prou feines tenia dos anys. L'any 1939 va néixer el seu segon fill, Euro.
Martini es va veure obligat a marxar al front libi, temps durant el qual Gina Borellini va haver de recolzar tota la família treballant en plantacions d'arròs del Piemont. El 1943 va formar part de l'organització d'una gran vaga d'arrossaires a la província de Novara.
A partir del 8 de setembre de 1943 va participar de forma activa, juntament amb el seu marit, retornat convalescent del front libi, a la Resistència italiana, com a partisana de relleu i ajudant a militars perseguits.
El 22 de febrer de 1944 va ser capturada, juntament amb el seu marit, patint tortures per part dels feixistes. Martini va ser afusellat el 19 de març de 1945 en la Plaça d'Armes de Mòdena. Gina Borellini va entrar a continuació en la Brigada "Rem" amb el nom de batalla de "Kira", organitzant els grups de defensa de la dona a la població de Concordia sulla Secchia, amb la funció d'inspectora i el grau de capitana.
El 12 d'abril de 1945, al llarg d'un intercanvi de trets a San Possidonio amb tropes feixistes de la Brigada Negra "Pappalardo", va resultar greument ferida, però per tal de no obstaculitzar la lluita dels seus companys no va demanar ajuda, aconseguint aturar ella sola l'hemorràgia i arribar a l'hospital de Carpi, on es va veure obligada a sofrir l'amputació de la cama esquerra. Durant l'hospitalització, va ser descoberta per la policia feixista, que la va sotmetre a interrogatoris esgotadors. Gina Borellini hauria estat afusellada si no s'hagués produït una insurrecció a la ciutat.
El 17 de març de 1946 va ser escollida per a la junta comunal de Concordia sulla Secchia, pel Partit Comunista Italià.
El 1947 va ser una de les 19 dones que van rebre la medalla d'or al valor militar per la seva activitat durant la lluita d'alliberament.
El 1948 va esdevenir la primera diputada de Mòdena escollida pel Parlament, on va romandre fins al 1963. Durant les legislatures I, II i III va formar part de la Comissió de Defensa de la Cambra, treballant per a la millora de les condicions dels combatents de la guerra, així com per l'emancipació de les dones.
El 1950, després de la massacre de la Fonderie Riunite de Mòdena, on van morir sis treballadors en vaga per l'acció de la policia de l'Estat, Borellini va expressar la seva indignació a la cambra dels diputats amb un gest flagrant: amb gran dificultat es va aixecar del seu banc i va baixar als bancs del Govern, on va llençar fotos dels treballadors morts davant el primer ministre Alcide De Gasperi. Gina Borellini va fer també d'intermediària entre una de les famílies víctimes i la parella formada pels polítics Palmiro Togliatti i Nilde Iotti, quins van adoptar la petita Marisa Malagoli.
Poc després va ser escollida com a consellera de la Província de Mòdena (1951-1956) i de l'Ajuntament de Sassuolo (1956-1960).
El 1945 va estar entre els fundadors de la Unió de Dones Italianes (UDI), de qui va ser presidenta provincial el 1953 i membre de la Junta Nacional entre 1948 i 1975. Va ser a més presidenta de la secció de Mòdena de l'Associació Nacional de Mutilats i Invàlids de Guerra, entre 1952 i 1990.
El 1981 va ser nomenada Presidenta Honorària de l'Associació Nacional Partisana d'Itàlia (ANPI).
El 2 de juny de 1993 va rebre el títol de Comendadora de l'Orde al Mèrit de la República Italiana.
El Fons Gina Borellini és conservat al Centre de documentació de la dona de Mòdena.
L'abril de 2017 es va inaugurar una estela a la seva memòria al parc de la Resistència de Mòdena.